# Episodi de Il libro della giungla (serie animata 1989)
Elenco degli episodi dell'anime Il libro della giungla.

## Episodi
| Nº | Titolo italiano Giapponese 「Kanji」 - Rōmaji | In onda           | In onda           |
| Nº | Titolo italiano Giapponese 「Kanji」 - Rōmaji | Giapponese        | Italiano          |
| 1  | Mowgli, il figlio dei lupi 「ジャングルの仲間」 - Janguru no nakama | 2 ottobre 1989    | –                 |
| 1  | Mowgli è il figlio neonato di uno scienziato che intraprende una missione di ricerca nella giungla. Mentre i suoi genitori sono impegnati, Mowgli, così piccolo da riuscire a malapena a camminare, si allontana nella giungla dove viene braccato da una tigre affamata, Shere Khan. Fortunatamente, l'orso Baloo, la pantera Bagheera e il pitone Kaa difendono il piccolo. Alla fine, Mowgli viene accolto da due lupi, Luri e Alexander, che desiderano adottarlo. Il resto del branco si oppone all'idea, ma Bagheera, che nel frattempo ha assistito alla morte dei genitori di Mowgli, si sente responsabile e offre un bufalo appena ucciso in cambio della vita di Mowgli. Mowgli diventa così uno del branco.                                                                               |                   |                   |
| 2  | Mowgli, ragazzo lupo 「狼少年モーグリ誕生」 - Ōkami shōnen mōguri tanjō | 9 ottobre 1989    | 24 settembre 1991 |
| 2  | Mowgli ha un problema serio: non riesce a correre veloce come i suoi fratelli lupi e non ha artigli né zanne per cacciare. Preso continuamente in giro da Lala, una giovane lupa del suo branco, la sfida a una prova di abilità. Durante la gara, Mowgli scopre un modo efficace per catturare la sua preda e poi salva Lala da Shere Khan, guadagnandosi finalmente il rispetto del branco. |                   |                   |
| 3  | Il figlio di Alexander 「狼王アレキサンダー」 - Ōkami ō Arekisandā | 16 ottobre 1989   | 26 settembre 1991 |
| 3  | Mowgli è disperato perché Lala ha nascosto la sua nuova arma, un boomerang che lui chiama la sua "zanna". Demoralizzato dalle difficoltà che incontra nel tentativo di trovarne uno sostitutivo, il ragazzo ripensa ai bei vecchi tempi, quando suo padre gli aveva insegnato le tecniche di caccia di base. Mowgli è determinato a esaudire il desiderio del padre: diventare un cacciatore così abile da riuscire a uccidere Shere Khan, responsabile della morte di Alexander. |                   |                   |
| 4  | La legge della giungla 「ジャングルの掟」 - Janguru no okite | 23 ottobre 1989   | 28 settembre 1991 |
| 4  | Alcuni aspetti della vita nella giungla risultano incomprensibili a Mowgli. Akru e Sura, i fratelli lupi di Mowgli, vengono inspiegabilmente cacciati di casa dalla madre; durante la caccia, Akela insiste nello scegliere la preda più difficile, e quando Mowgli viene ferito, Tabaqui, lo sciacallo, cerca di ucciderlo. Tuttavia, le cose diventano più facili da accettare per Mowgli dopo che Baloo e Bagheera spiegano il ragionamento alla base della dura legge della giungla. |                   |                   |
| 5  | Il nuovo amico 「流れついたかわいい奴」 - Nagare tsuita kawaī yatsu | 30 ottobre 1989   | 1º ottobre 1991   |
| 5  | La vita nella giungla è più facile per chi ha buoni amici. Incoraggiato dagli insegnamenti di Baloo e Bagheera, Mowgli fa amicizia con Kiki, un giovane panda rosso, dopo averlo salvato dalle grinfie di Shere Khan. |                   |                   |
| 6  | Kiki si sente solo 「一人ぼっちのキチ」 - Hitoribotchi no Kichi | 6 ottobre 1989    | 3 ottobre 1991    |
| 6  | Kiki vorrebbe legare di più con Mowgli e compagni, ma spesso e volentieri finisce per ottenere l'effetto contrario. Diventa per questo facile preda delle scimmie che lo utilizzano come esca per far cadere in trappola Mowgli. Ritrovata l'intesa, il cucciolo d'uomo ed il piccola panda riescono ancora una volta a beffare il terribile Shere Khan. |                   |                   |
| 7  | Denti di ferro 「冷たい牙」 - Tsumeta i kiba | 13 novembre 1989  | 5 ottobre 1991    |
| 7  | A volte Mowgli non segue gli insegnamenti di Baloo sulla legge della giungla. Quando Mowgli si rifiuta di imparare la lezione, l'orso perde la pazienza e schiaffeggia il ragazzo con la zampa. Mowgli si arrabbia e scappa via. Profondamente risentito, Mowgli fa esattamente l'opposto di ciò che gli è stato insegnato e, come Baloo temeva, cade in una terribile trappola per orsi. |                   |                   |
| 8  | Perdonami Baloo! 「ごめんね、バルゥ」 - Gomen ne, Baru~u | 20 novembre 1989  | 8 ottobre 1991    |
| 8  | Mowgli è rimasto intrappolato. Mentre lotta per liberarsi, un coccodrillo esce dal fiume e si dirige verso di lui. Per fortuna, Baloo arriva in tempo e affronta il temibile rettile in un combattimento all'ultimo sangue. Mowgli viene portato in salvo da Bagheera, ma il ragazzo è sconvolto perché si rende conto che un amico è morto per salvarlo. Kaa scopre presto Baloo nascosto lungo il fiume e lo dice a Mowgli, offrendogli l'opportunità di fare pace con l'orso. |                   |                   |
| 9  | La legge del cuore 「掟より大切なもの」 - Okite yori taise tsunamono | 27 novembre 1989  | 10 ottobre 1991   |
| 9  | Akru infrange la legge del branco, mettendo Mowgli in grave pericolo, e rimane gravemente ferito nel tentativo di salvarlo. Poiché il giovane lupo ha commesso un crimine grave, ai suoi compagni non è permesso aiutarlo e viene bandito dal branco. Tuttavia, Mowgli si rifiuta di accettare questa dura legge e si mette quindi alla ricerca del fiore magico, unico rimedio per le ferite del lupo. |                   |                   |
| 10 | Il lupo solitario 「訪ねて来た一匹狼」 - Tazune te kita ippikiōkami | 4 dicembre 1989   | 12 ottobre 1991   |
| 10 | I tempi sono duri per i lupi nella giungla; la scarsità di prede aumenta ogni giorno di più e la minaccia della fame si fa sempre più concreta. Nel frattempo, un vecchio lupo solitario di nome Fargas appare e afferma di essere stato un buon amico di Alexander. Procede a salvare Mowgli da un bufalo in arrivo, tanto che Mowgli accetta il nuovo arrivato incondizionatamente, ma Bagheera lo guarda con sospetto. Una notte, mentre il branco è a caccia, le sue preziose riserve di cibo vengono saccheggiate. Akela è pronto ad accusare Baccus e gli infligge una dura punizione, ma Mowgli è determinato a dimostrare l'innocenza del lupo. |                   |                   |
| 11 | Fame nella giungla 「心の中に住む魔物」 - Kokoro no nakani sumu mamono | 11 dicembre 1989  | 15 ottobre 1991   |
| 11 | Mowgli e Baccus vengono accusati di aver rubato le riserve di cibo, ma vengono poi difesi da Bagheera, che attribuisce il furto a uno spirito maligno che appare durante i periodi di carestia. Poco dopo, Fargas viene colto in flagrante a rubare, ma riesce a farsi perdonare dal branco, sostenendo di aver agito sotto l'influenza dello spirito maligno. |                   |                   |
| 12 | Missione pericolosa 「死闘！人喰い虎・激流から脱出」 - Shitō! Hito kui tora gekiryū kara dasshutsu | 18 dicembre 1989  | 17 ottobre 1991   |
| 12 | Mowgli è ossessionato dalla convinzione di non poter competere con i lupi del branco, così quando Akela chiede un volontario per una pericolosa missione di esplorazione, fa tutto il possibile per essere scelto. Il ragazzo porta a termine la missione con successo, anche se avrebbe potuto essere meno fortunato senza l'aiuto di Bagheera. Mowgli si rende conto di avere ancora molto da imparare e torna alla tana di Luri con la mente in pace. |                   |                   |
| 13 | Il ritorno dell'eroe 「残酷!高原にとどろく悪魔の銃声」 - Zankoku! Kōgen ni todoroku akuma no jūsei | 25 dicembre 1989  | 19 ottobre 1991   |
| 13 | Dopo una lunga assenza, il padre di Lala, Vermillion, e il suo secondo Sandah, tornano a casa. Quando viene a sapere della morte di Alexander, Vermillion si offre di assumere la guida del branco, ma a Sandah l'idea non piace perché lo infastidisce la presenza di Mowgli, considerato un membro della crudele razza umana che uccide per il piacere di uccidere. La curiosità di Mowgli ha quindi la meglio; decide di andarsene per incontrare altri esseri umani, ma, ancora una volta, viene catturato dalle scimmie che agiscono per conto di Shere Khan. |                   |                   |
| 14 | Le pietre morte 「危ない！モーグリ・呪われた街の恐怖」 - Abunai! Mōguri norowareta-gai no kyōfu | 8 gennaio 1990    | 22 ottobre 1991   |
| 14 | Le scimmie portano Mowgli nel luogo noto come "Pietre Morte", le rovine di una città un tempo magnifica. Il ragazzo si trova faccia a faccia con Shere Khan e sta per morire quando Bagheera e Baloo giungono in suo soccorso. Fortunatamente per i soccorritori e i salvati, arrivano anche Vermillion e Sandah, determinati a sfidare la maledizione della città in rovina. La battaglia si conclude con l'invasione delle "Pietre Morte" da parte di alcuni uomini. |                   |                   |
| 15 | L'amico della giungla 「狼を超えろ！人間を超えろ」 - Ōkami o koero! Ningen o koero | 15 gennaio 1990   | 24 ottobre 1991   |
| 15 | Il duello tra Shere Khan e Vermillion viene interrotto dall'arrivo di tre uomini venuti a cercare un tesoro sepolto tra le rovine della città maledetta. Ostacolati dalla presenza delle scimmie, gli uomini ne uccidono diverse prima che Sandah accorra in loro soccorso e venga gravemente ferito. Mowgli e Bagheera rischiano quindi la vita per salvare Sandah, e finiscono svenuti, sebbene gli altri animali li credano morti. Nel frattempo, dopo aver trovato il tesoro, i tre uomini si uccidono a vicenda, lasciando la strada libera a Mowgli e alla pantera per raggiungere i loro amici. Vermillion parte quindi con il branco di Sandah per portare il lupo ferito in un luogo sicuro nella giungla quando, finalmente, Bagheera rivela a Mowgli di essere stato allevato dagli umani. |                   |                   |
| 16 | Un cuore malato 「憎しみと孤独と傷ついた心」 - Nikushimi to kodoku to kizutsuita kokoro | 22 gennaio 1990   | 26 ottobre 1991   |
| 16 | La situazione all'interno del branco di lupi diventa inaspettatamente tesa: i giovani lupi incolpano Mowgli della partenza del loro potenziale nuovo capo, Vermillion, e lo trattano male. In seguito, Sura rimane gravemente ferito in una rissa scoppiata durante una discussione su Mowgli. Mowgli è così infelice che decide di lasciare il branco. |                   |                   |
| 17 | Addio mamma! 「さよなら、かあさん」 - Sayonara, kāsan | 29 gennaio 1990   | 29 ottobre 1991   |
| 17 | Convinto che la sua presenza nel branco non stia causando altro che problemi, Mowgli decide di andarsene. Bagheera e Luri cercano di dissuaderlo, ma nulla di ciò che dicono riesce a convincerlo a rimanere. A questo punto Baloo e Bagheera si confrontano e vanno da Chill per chiedere aiuto. Il nibbio accetta di vegliare su Mowgli e si mette subito in viaggio per localizzarlo e incontrarlo. |                   |                   |
| 18 | L'altra giungla 「モーグリを抱いた男」 - Mōguri o daita otoko | 5 febbraio 1990   | 31 ottobre 1991   |
| 18 | Mowgli cammina a lungo e finisce in una zona che gli è completamente sconosciuta. Inizia a sentire nostalgia della tana, ma la sua determinazione a continuare il viaggio è onnipresente. Le notti sono molto spaventose, ma durante il giorno ha l'opportunità di scambiare qualche parola con i nuovi amici che incontra lungo il cammino. Mowgli cade poi in una trappola scavata nel terreno, ma viene salvato da un uomo di nome Bogey che lo porta nella sua capanna e gli cura la caviglia ferita. Chill perde ogni traccia del ragazzo mentre è nella capanna, e inizia a preoccuparsi seriamente per la sua incolumità. |                   |                   |
| 19 | Ritorno a casa 「帰ろう、自由と仲間のいる森へ」 - Kaerou, jiyū to nakama no iru mori e | 12 febbraio 1990  | 2 novembre 1991   |
| 19 | Grazie alle cure e alle attenzioni di Bogey, Mowgli recupera rapidamente le forze. I due instaurano un rapporto basato sul rispetto e l'affetto reciproci; questa amicizia ha un effetto duraturo sulla psiche del bambino. Preoccupati per la scomparsa di Mowgli, il branco di lupi, Bagheera e Baloo decidono di partire alla ricerca. Arrivano sul posto giusto in tempo per salvare il ragazzo e il suo nuovo amico dai dholes. |                   |                   |
| 20 | La tana di Mowgli 「新しいねぐら」 - Atarashī negura | 19 febbraio 1990  | 5 novembre 1991   |
| 20 | Tornato a casa con i suoi amici, Mowgli fa fatica ad accettare la vita nella giungla. Le sue nuove esperienze lo hanno fatto crescere a tal punto che sua madre decide che è giunto il momento per lui di lasciare la tana. Rassicurato dall'affetto dei suoi amici più cari, Mowgli affronta una nuova fase della sua vita diventando una persona a pieno titolo. |                   |                   |
| 21 | La tregua del grande fiume 「水辺の休戦」 - Mizube no kyūsen | 26 febbraio 1990  | 7 novembre 1991   |
| 21 | La siccità ha colpito la giungla e gli animali muoiono di sete. L'elefante Hathi invoca la "tregua dell'acqua" che da sempre vige intorno al fiume per permettere agli animali di dissetarsi. Solo Shere Khan si rifiuta di riconoscere la tregua, spingendo Mowgli a sfidarlo a duello. |                   |                   |
| 22 | Il terrore della giungla 「平和な森の伝説」 - Heiwana mori no densetsu | 5 marzo 1990      | 9 novembre 1991   |
| 22 | L'elefante Hathi racconta a Mowgli e ai suoi amici come il terrore si sia diffuso per la prima volta nella giungla quando, tanto tempo prima, il suo antenato Tha era il re della giungla e un antenato di Shere Khan era stato prima il primo animale a uccidere uno dei suoi simili, e poi il primo a uccidere un uomo. Spiega come, così facendo, Tha aveva condannato tutti gli abitanti della giungla alla caccia da parte degli umani. Così, uomini e tigri erano stati insieme i principali responsabili della fine della pace nella giungla. |                   |                   |
| 23 | Un caso di onore 「飛べブーメラン!風を切れ！」 - Tobe būmeran! Kaze o kire! | 12 marzo 1990     | 12 novembre 1991  |
| 23 | Durante una battuta di caccia, Mowgli aiuta un cervo a liberarsi da una trappola, invece di approfittare della situazione per ucciderlo. Questo gesto gli fa guadagnare il disprezzo dei compagni, che lo accusano di infrangere la legge della giungla. Pochi giorni dopo, il cervo costringe Mowgli a combattere e il ragazzo lo uccide. Sebbene Mowgli sia stato costretto a rispettare la spietata "legge del più forte", non si sente orgoglioso di sé. |                   |                   |
| 24 | Problemi di cuore 「大人への旅立ち」 - Otona e no tabidachi | 19 marzo 1990     | 14 novembre 1991  |
| 24 | Qualcosa è cambiato tra Lala e Mowgli. Con grande sorpresa del ragazzo, la giovane lupa, solitamente cattiva e sprezzante, diventa improvvisamente docile. Bagheera non approva i nuovi sentimenti di Lala per Mowgli. Tuttavia, dopo che Sura, che ha corteggiato Lala invano, le salva la vita, lo vede sotto una nuova luce. Nel frattempo, Chil lancia l'allarme: un grave pericolo si avvicina sotto le spoglie di Bunto e della sua banda. |                   |                   |
| 25 | Bunto, il lupo randagio 「はぐれ狼ブントの逆襲」 - Hagure ōkami Bunto no gyakushū | 26 marzo 1990     | 16 novembre 1991  |
| 25 | Bunto è stato bandito dal branco, ma torna nella giungla e costringe Akela ad accettare la sua presenza, mentre Bagheera scopre che il lupo ribelle è coinvolto in uno degli stratagemmi di Shere Khan. |                   |                   |
| 26 | Torna la pace nella foresta Seconee 「シオニーの森に平和を！」 - Shionī no mori ni heiwa o! | 2 aprile 1990     | 17 novembre 1991  |
| 26 | Mowgli e gli altri scoprono che Bunto è in combutta con Shere Khan, ma decidono di astenersi dal parlare per non diffondere il panico nel branco. Nel frattempo, Bunto continua a comportarsi male e i lupi decidono di ricorrere alla forza. Luri racconta quindi ad Akela del patto del lupo ribelle con Shere Khan e si offre di chiedere l'intervento di Hathi. Hathi accorre in suo soccorso e Bunto e la sua banda vengono cacciati dalla giungla. |                   |                   |
| 27 | Ci vuole un capo 「リーダーがいない！」 - Rīdā ga inai! | 2 aprile 1990     | 19 novembre 1991  |
| 27 | Akela è sempre malato e, senza la sua guida, il branco è in tale disordine che non riesce nemmeno ad attaccare una mandria di bufali con successo. Shere Khan e Tabaqui approfittano della situazione e attaccano l'accampamento dei lupi; persino le scimmie iniziano a prendere in giro Akela e i suoi compagni. |                   |                   |
| 28 | Luri all'attacco 「かあさんの決意」 - kaasanno ketsui | 16 aprile 1990    | 21 novembre 1991  |
| 28 | Mowgli ed i suoi amici scoprono che Bunto è ancora nella foresta grazie all'aiuto di Saga, vecchio lupo che insieme a Bunto vuole il trono di Akela perché vuole spodestarlo. Luri, avvertita della faccenda, prende in mano le redini della situazione ed escogita un piano d'attacco per sconfiggere i nemici. |                   |                   |
| 29 | In cerca dei cattivi 「悪いやつを探せ」 - warui yatsuwo sagase | 23 aprile 1990    | 23 novembre 1991  |
| 29 | Prima di combattere un nemico, bisogna sapere dove si nasconde... Mowgli e gli altri cercano Bunto, ma senza l'aiuto di Chill non riuscirebbero a scoprire che si è nascosto nel vecchio tempio abbandonato... |                   |                   |
| 30 | Canto di vittoria 「みんなで勝利の歌を」 - minnade shōri no utawo | 30 aprile 1990    | 24 novembre 1991  |
| 30 | Mowgli e gli altri riescono a uccidere Bunto, ma Luri spiega a Mowgli che non si può stare senza un capo. Lo manda quindi a cercare Vermillion perché torni al suo posto nel branco. |                   |                   |
| 31 | Il branco ha un nuovo capo 「新しいボスの誕生」 - atarashi i bosu no tanjō | 7 maggio 1990     | 26 novembre 1991  |
| 31 | Mowgli trova Vermillion e gli propone di tornare nel branco a sostituire Akela. Vermillion rifiuta e consiglia di nominare Luri. Akela accetta e così Luri diventa la nuova capo branco, nonostante sia una femmina. |                   |                   |
| 32 | I fiori rossi di Mowgli 「花を摘む少女メシュア」 - hana wo tsumu shōjo meshua | 14 maggio 1990    | 28 novembre 1991  |
| 32 | Andando a cercare delle piante medicinali per medicare una ferita a Bagheera, Mowgli incontra l'uomo che l'aveva salvato dalla trappola, ma questa volta con lui c'è anche Meshua, una bambina che colpisce molto Mowgli... |                   |                   |
| 33 | Una brava maestra 「人喰い虎シア・カーンの標的」 - hitokui tora shia. kan no hyōteki | 21 maggio 1990    | 30 novembre 1991  |
| 33 | Mowgli ritorna sempre più spesso nei territori vicino alla terra degli uomini dove vivono i suoi nuovi amici e Shere Khan decide di seguirlo... La bella Meshua insegna a Mowgli a parlare ed il piccolo selvaggio è entusiasta di ciò che apprende ed anche della sua insegnante... Bagheera, Baloo e Kichy sono preoccupati, perché non capiscono cosa stia succedendo a Mowgli. Shere Khan intanto ha in progetto di mangiare sia lui che Meshua. Riuscirà il nostro eroe a salvare sé stesso e la deliziosa fanciulla? |                   |                   |
| 34 | Mowgli va al villaggio 「絶体絶命！少女メシュアを救え」 - zettaizetsumei! shōjo meshua wo sukue | 28 maggio 1990    | 1º dicembre 1991  |
| 34 | Lotta strenua tra Mowgli e Shere Khan. Mowgli sta per soccombere quando giunge in suo aiuto il vecchio Bogey e lo salva, a costo però di gravi ferite. Mowgli e Meshua riportano a casa il ferito e Mari, la mamma di Meshua, appena vede Mowgli ha la sensazione di vedere in lui il figlio Nato, inghiottito dalla giungla e mai più ricomparso. Marito e figlia cercano di calmarla e di dimostrarle che non è possibile: Mowgli è un'altra persona che ha salvato nonno Bogey dalle fauci della tigre. |                   |                   |
| 35 | Mowgli e Meshua insieme 「人間が知りたい!」 - ningen ga shiri tai! | 4 giugno 1990     | 3 dicembre 1991   |
| 35 | Mowgli è molto attratto dal modo di vivere dei suoi simili e vorrebbe rimanere con Meshua. Gli umani però sono cattivi: i ragazzi si burlano del piccolo selvaggio ed i notabili del paese vorrebbero affidarlo ad un circo. Nonostante tutto, Mowgli saluta gli amici animali e decide di rimanere con Meshua. |                   |                   |
| 36 | Un'antica leggenda 「ほらふきブルディオ」 - horafuki burudeio | 11 giugno 1990    | 5 dicembre 1991   |
| 36 | Il perfido Buldio, ras del villaggio e nonno di Nug, racconta una storia incredibile ai concittadini allibiti: è riuscito a penetrare nel cuore della giungla dove le scimmie grigie, custodi del segreto dell'eterna giovinezza, gli hanno offerto del vino. Non solo, ma Buldio ha scoperto che il sovrano di tutti gli animali è la tigre di fuoco, detta la mangiauomini, e che il feroce animale è posseduto dall'anima di un ladrone, morto un anno prima, che farà strage proprio in paese per vendicarsi: la dimostrazione che la tigre è l'incarnazione del defunto, dice Buldio, è la cicatrice sull'occhio che hanno entrambi. Mowgli dovrà presto confrontarsi con lui... |                   |                   |
| 37 | Lacrime prima della battaglia 「戦いの前の涙」 - tatakai no mae no namida | 18 giugno 1990    | 7 dicembre 1991   |
| 38 | La battaglia decisiva 「決戦！宿敵シア・カーンを倒せ」 - kessen! shukuteki shia. kan wo taose | 25 giugno 1990    | 8 dicembre 1991   |
| 39 | Addio, Meshua! 「さよならメシュア」 - sayonara meshua | 2 luglio 1990     | 10 dicembre 1991  |
| 40 | L'invasione dei dohls 「殺し屋集団・赤犬ドールが来た！」 - koroshiya shūdan. aka inu doru ga kita! | 9 luglio 1990     | 12 dicembre 1991  |
| 41 | La valle della morte 「死の谷を駆け抜けろ！」 - shino tani wo kake nuke ro! | 30 luglio 1990    | 14 dicembre 1991  |
| 42 | Alla ricerca di Meshua 「あの少女に逢いたい」 - ano shōjo ni ai tai | 13 agosto 1990    | 15 dicembre 1991  |
| 43 | Aiuto, Mowgli 「走れ！モーグリ・人間狩りを許すな！」 - hashire! moguri. ningen kari wo yurusu na! | 20 agosto 1990    | 17 dicembre 1991  |
| 44 | Tamburi e campanelli 「闇夜に鳴り響くホラ貝と鐘の音」 - yamiyo ni nari hibiku hora kai to kane no oto | 27 agosto 1990    | 18 dicembre 1991  |
| 45 | La giungla al contrattacco 「森からの大逆襲!最後の勝利者は？」 - mori karano dai gyakushū! saigo no shōrisha ha? | 3 settembre 1990  | 19 dicembre 1991  |
| 46 | Mowgli va in città 「熱い思いを胸に、町へ」 - atsui omoi wo mune ni, machi he | 10 settembre 1990 | 20 dicembre 1991  |
| 47 | La grande fuga 「オリからの脱出大作戦」 - ori karano dasshutsu daisakusen | 24 settembre 1990 | 21 dicembre 1991  |
| 48 | Ricordi struggenti 「ロープが切れる！ララの子が危ない」 - ropu ga kire ru! rara no ko ga abuna i | 24 settembre 1990 | 22 dicembre 1991  |
| 49 | Addio Akela 「勇者よ静かに眠れ」 - yūsha yo shizuka ni nemure | 8 ottobre 1990    | 23 dicembre 1991  |
| 50 | La danza degli elefanti 「200回目の着替えと秘密の踊り」 - 200 kaime no kigae to himitsu no odori | 15 ottobre 1990   | 24 dicembre 1991  |
| 51 | Meshua ti ho trovata! 「メシュアに逢えた」 - meshua ni ae ta | 22 ottobre 1990   | 27 dicembre 1991  |
| 52 | Buona fortuna Mowgli! 「別れの歌が響く」 - wakare no uta ga hibiku | 29 ottobre 1990   | 28 dicembre 1991  |